# Desmia minnalis
Desmia minnalis là một loài bướm đêm trong họ Crambidae.